# Echinopsis lageniformis
Echinopsis lageniformis là một loài thực vật có hoa trong họ Cactaceae. Loài này được (C.F.Först.) Friedrich & G.D.Rowley mô tả khoa học đầu tiên năm 1974.

## Hình ảnh

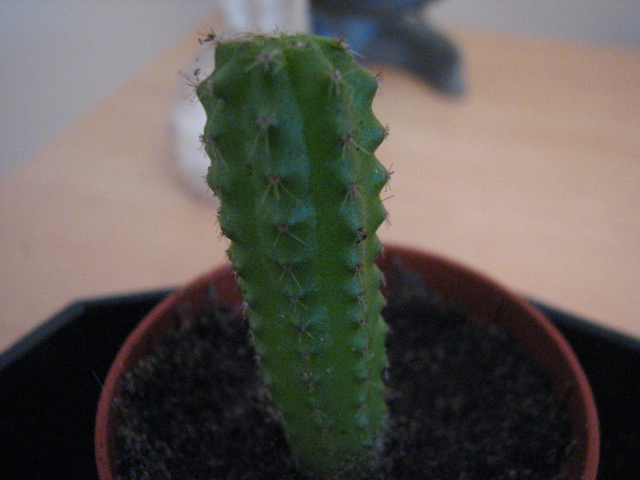
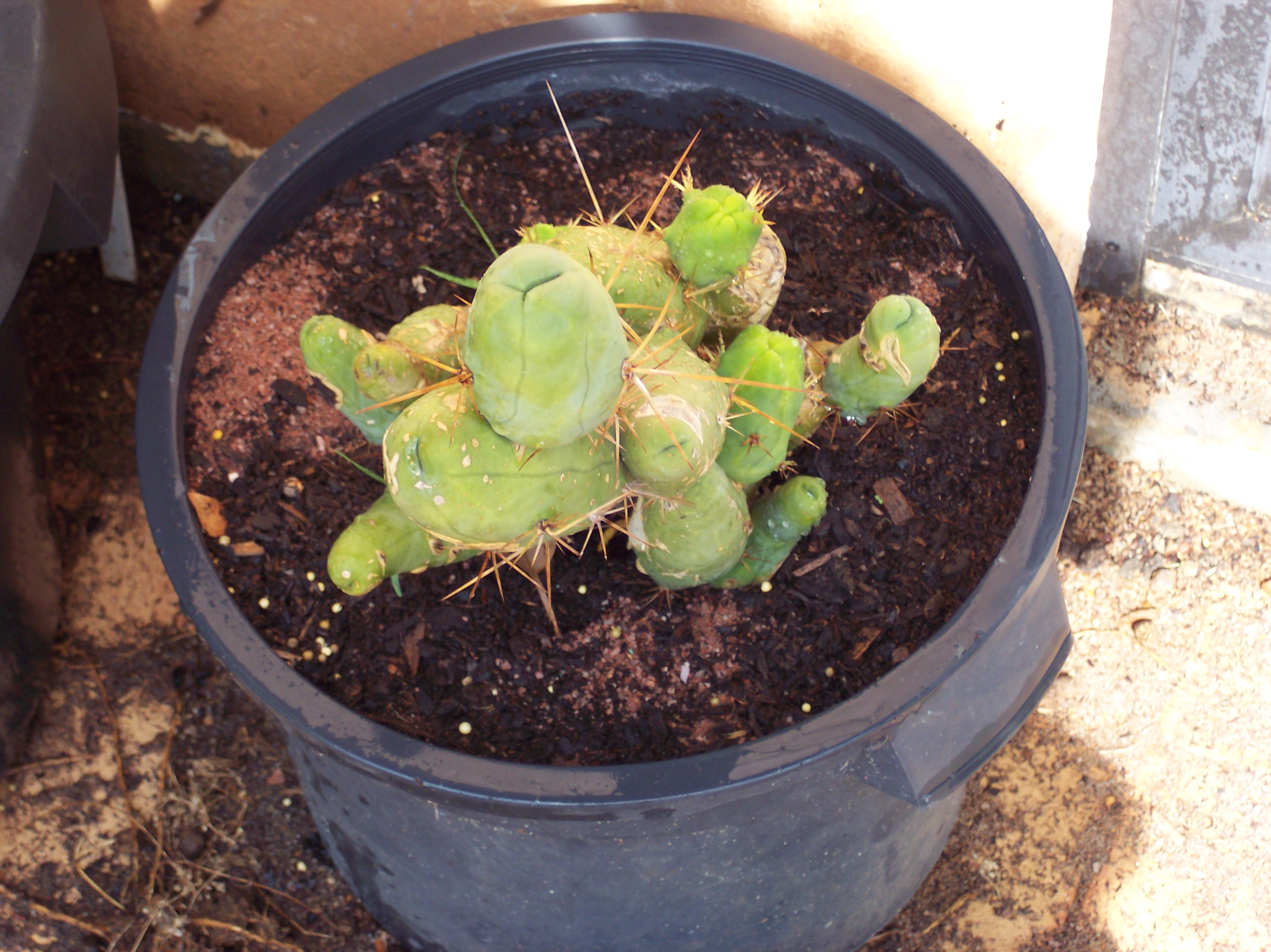
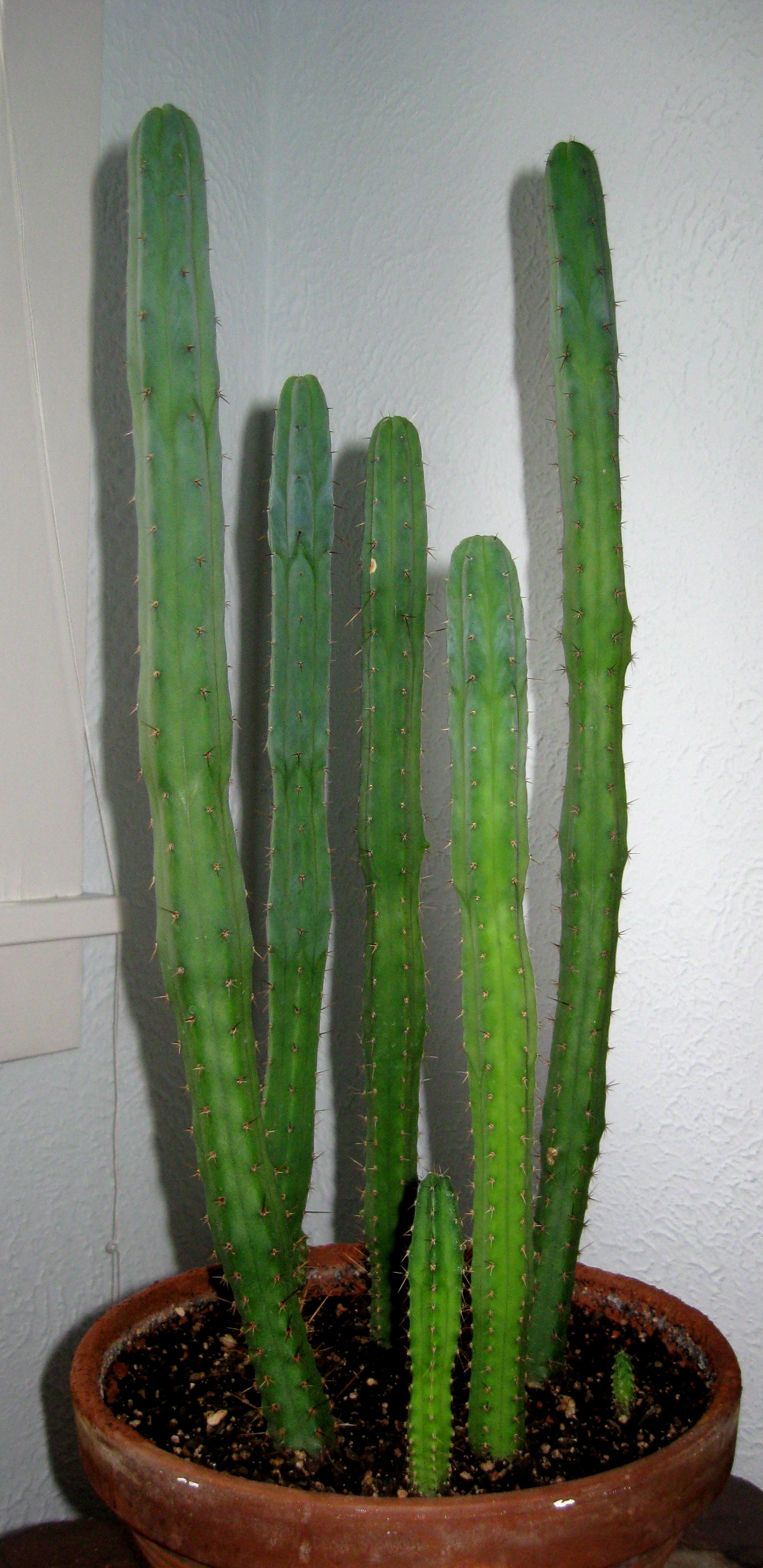
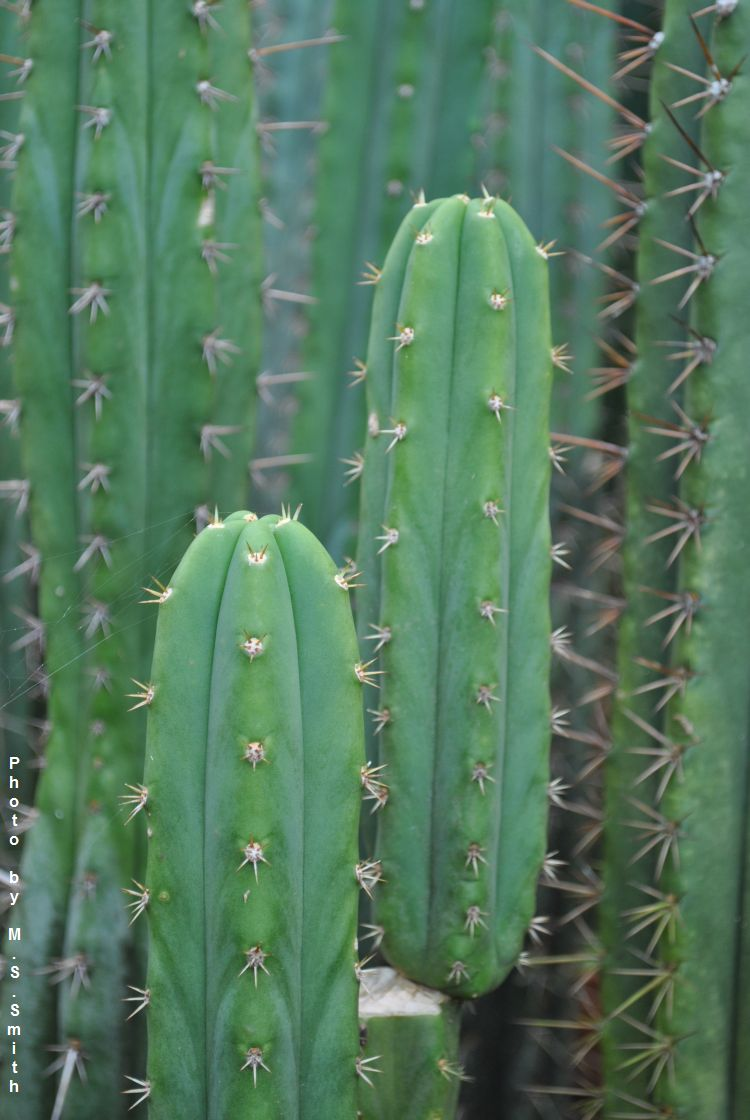